# Allograpta varipes
Allograpta varipes là một loài ruồi trong họ Ruồi giả ong (Syrphidae). Loài này được Curran mô tả khoa học đầu tiên năm 1927. Allograpta varipes phân bố ở vùng Châu Phi